# Husbands
Husbands (br.: Os maridos / pt.: Maridos) é um filme de drama estadunidense de 1970, escrito e dirigido por John Cassavetes. O roteiro segue o estilo cinéma vérité ("cinema verdade") e foi saudado por alguns críticos como da Revista Time, que o considerou um grande trabalho enquanto outros o avaliaram bem negativamente. Em um comentário mais recente, um crítico descreveu o filme como uma (tradução livre) "visão devastadora e sombria do vazio da vida suburbana" norte-americana.

## Elenco
- Ben Gazzara...Harry
- Peter Falk...Archie Black
- John Cassavetes...Gus Demetri
- Jenny Runacre...Mary Tynan, a inglesa alta amante de Gus
- Jenny Lee Wright...Pearl Billingham, amante de Harry
- Noelle Kao...Julie, amante de Archie
- John Kullers...Red
- Meta Shaw Stevens...Annie (creditada como Meta Shaw)
- Leola Harlow...Leola,competidora de canto provocada pelos outros
- Delores Delmar...Condessa
- Eleanor Zee...Madame Hines
- Claire Malis...Esposa de Stuart
- Peggy Lashbrook...Diana Mallabee
- Eleanor Cody Gould...cantora "normanda"
- Sarah Felcher...Sarah

## Sinopse
Os grandes amigos Gus, Harry e Archie são três pais de família de classe média e profissionais liberais que vivem em subúrbios de Nova Iorque. Um quarto amigo, Stuart, morre de enfarte e os outros três se encontram no funeral. Os três ficam muito abalados e resolvem passar mais tempo juntos, gastando dois dias vagando pelo metrô, praticado esportes em um clube e se embriagando num bar, onde disputam uma competição de canto com outros fregueses. Ao voltar para casa, Harry tem uma violenta discussão com a esposa. Não conseguindo trabalhar, ele resolve num impulso ir par Londres e chama os dois amigos para acompanhá-lo. Na cidade inglesa eles reiniciam a rotina de bebedeiras e jogatinas, além de flertarem desajeitadamente com mulheres e as levarem para passar a noite com eles no hotel.

## Produção
John Cassavetes escreveu os diálogos após improvisar com Falk e Gazzara, e definiu os personagens a partir da personalidade de cada ator.
Falk e Gazzara apareceram em outros filmes de Cassavetes: Gazzara em Opening Night (1977) e The Killing of a Chinese Bookie (1976), e Falk em A Woman Under the Influence (1974).
Em suas memorias publicadas em 2006, Just One More Thing, Falk disse que ele foi perguntado por Cassavetes se podia atuar em Husbands durante um almoço em que o diretor concordou em atuar com ele em  Mikey and Nicky de Elaine May 
Falk disse que ele e Gazzara contribuiram para o roteiro de Husbands, mas a história, estrutura e cenas foram concebidas por Cassavetes. Falk sugeriu a cena no fim do filme em que Archie e Gus chegam nas respectivas casas e dividem os presentes. O encontro de Archie e Julie foi improvisado num quarto de hotel, com Cassavetes com a câmera e mais ninguém da equipe presente.
Cassavetes precisou cortar uma hora e meia do filme devido a cláusula contratual que estipulava 140 minutos. A  Columbia cortou outros onze minutos devido a avaliações negativas, mas o trecho foi restaurados no lançamento em DVD, em agosto de 2009. Os 85 minutos cortados anteriormente jamais foram recuperados.

## Recepção
O filme causou opiniões diferentes, com alguns críticos proeminentes o amando enquanto outros o detestaram. A Revista Life colocou Cassavetes e os outros dois astros de Husbands na capa, e o crítico do Chicago Tribune Gene Siskel o classificou como um dos dez melhores filmes do ano.
Jay Cocks escreveu na Revista Time que "Husbands talvez se tornasse um dos melhores filmes que ninguém assistiu". Ele o considerou um importante e grande filme e um ótimo trabalho de Cassavetes. Roger Ebert do Chicago Sun-Times disse que raramente o Time dava uma resenha positiva para um filme ruim.Já Pauline Kael do New Yorker descreveu Husbands como "infantil e ofensivo".
Vincent Canby achou o filme "muito longo" e acrescentou: "É como se alguém decidisse fotografar um cabo-de-guerra e mostrasse apenas a corda entre os competidores". E que "quando tudo acaba, eles estão cansados, mas não muito mais sábios—o que é praticamente a soma de toda substância de Husbands".
Na resenha de Ebert, ele acrescenta que "é desapontador do mesmo jeito que Antonioni em Zabriskie Point. É mostrado um importante diretor não necessariamente fracassando, mas sem entender-se o porquê". Ebert achou as improvisações dos atores fracas: "Existem longas passagens de diálogos que os atores parecem pensar em algo para dizer". Um crítico do Cleveland Press disse que "os diálogos consistem de fragmentos, ou exclamações, de três atores cada um tentando ofuscar o outro. O que eles fazem é indisciplinado e o que dão não é aproveitável. A câmera roda e simplesmente filma qualquer coisa que acontece diante dela. O microfone capta. É um filme caseiro de grande orçamento". The Guardian: "O resultado é altamente desigual, dolorosamente esticado, profundamente sincero, descontroladamente misógino e as vezes angustiadamente tedioso. É também de brilho intermitente, com momentos de honestidade perfurante. Não há, contudo, qualquer simples linha de diálogo memorável ou qualquer coisa que pareça sagaz. Por outro lado, os presentes de Cassavetes como um diretor de atores são evidentes".
Resenhando o lançamento do DVD em agosto de 2009, Richard Brody do New Yorker afirmou que "esse formato radical, trabalho profundamente pessoal ainda embala muitas surpresas".
John Cassavetes, Peter Falk e Ben Gazzara fizeram uma aparição notória em The Dick Cavett Show de 18 de setembro de 1970 para promover o filme. Eles admitiram ter bebido antes do programa.